# Ròcas
Ròcas (francès Roques-sur-Garonne) és un municipi francès, situat a la regió d'Occitània, departament de l'Alta Garona.